# Kapuzinerkirche (Brixen)

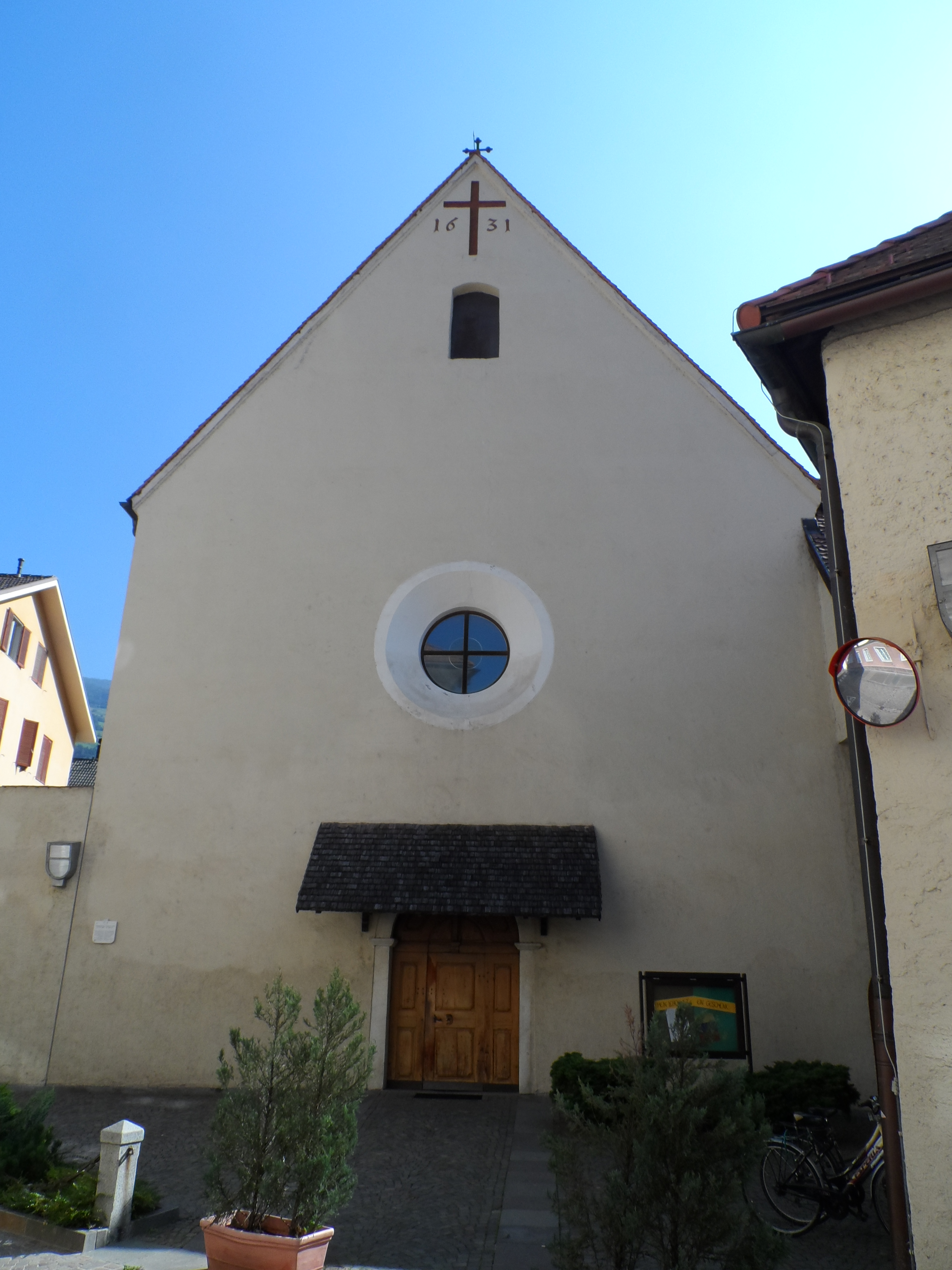
Die Kapuzinerkirche in Brixen

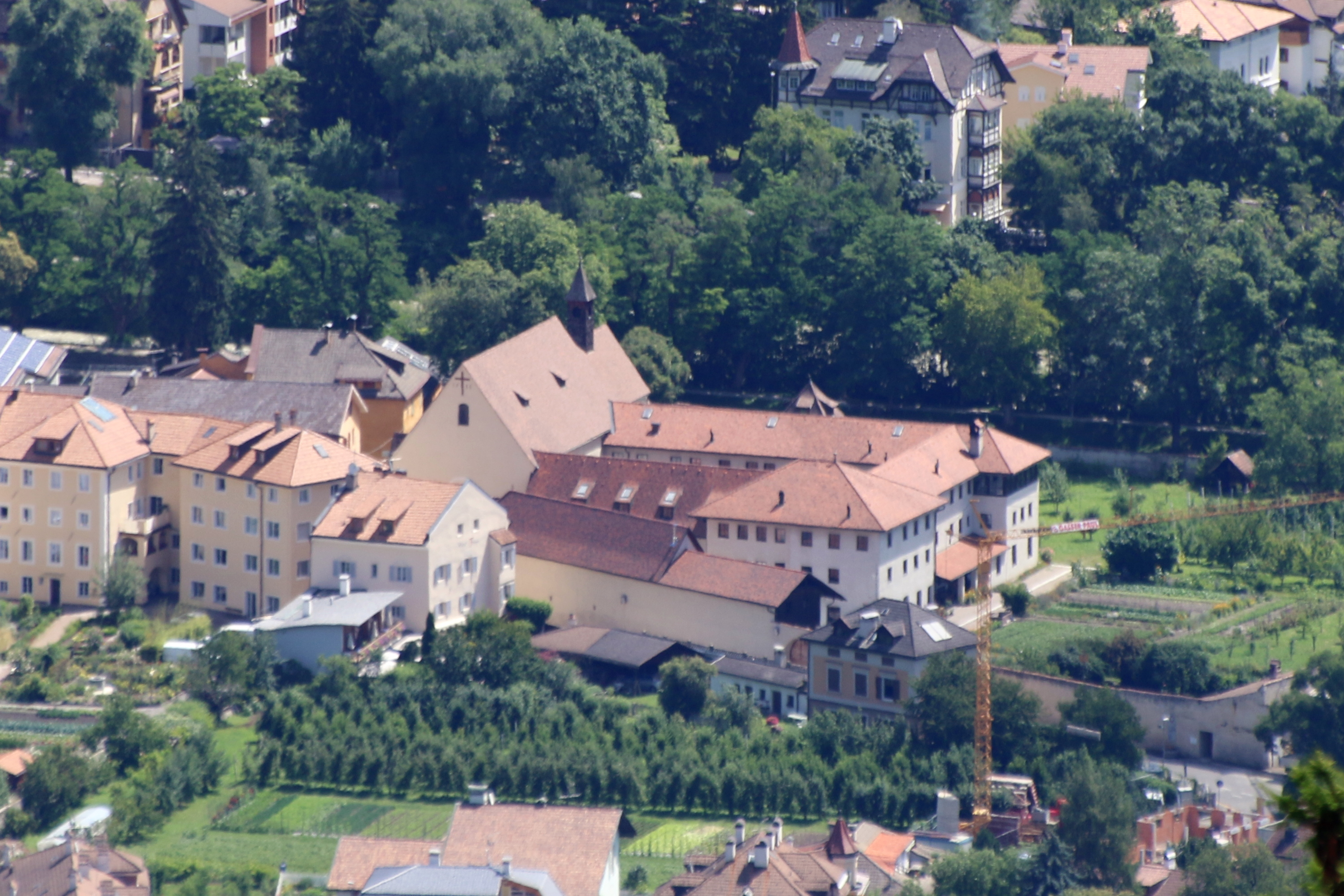
Ansicht von Kloster und Kirche von der westlichen Brixner Talflanke

Die Kapuzinerkirche St. Katharina ist eine römisch-katholische Ordenskirche in der Diözese Bozen-Brixen. Sie befindet sich in der Runggadgasse 23 in Brixen, Südtirol. Das angeschlossene Kloster ist Sitz der Südtiroler Kapuzinerprovinz, die ihrerseits zur Kapuzinerprovinz Österreich-Südtirol gehört.

## Geschichte
1340 ließ Friedrich von Villanders ein Kirchlein zu Ehren der hl. Katharina in Brixen errichten. Im Jahre 1603 gründete der Brixner Fürstbischof Christoph Andreas von Spaur gegen den Widerstand seiner Domherren bei der Kirche ein Kapuzinerkloster, wobei die Kirche den Erfordernissen der Kapuziner angepasst und 1604 neu geweiht wurde. Dennoch entschloss man sich bald, die alte Kirche abzureißen, an deren Stelle 1630 das heutige Gebäude trat. 1655 wurde auch das Kloster und der Garten vergrößert. Nach dem Ersten Weltkrieg änderte sich die administrative Zugehörigkeit von Kirche und Kloster; zunächst wurde die Kapuzinerprovinz Tirol in Nord- und Südtirol getrennt, wodurch das Kloster 1928 vergrößert werden musste. Nachdem 2007 zunächst die Provinzen Wien und Nordtirol vereinigt worden waren, schloss sich 2011 Südtirol an, woraus die neue Provinz Österreich-Südtirol entstand. Kirche und Kloster wurden 1984 unter Denkmalschutz gestellt und grundlegend renoviert.

## Baubeschreibung
Kapuzinerkirche und -kloster befinden sich unweit südlich des Domplatzes in Brixen; direkt benachbart ist die Klarissenkirche St. Elisabeth. Dabei handelt es sich um einen schlichten und äußerlich schmucklosen Sakralbau mit kleinem Fassadentürmchen im Stil der Bettelordenskirchen. Im Inneren ist das Langhaus durch ein Tonnengewölbe gedeckt. Der stark eingezogene Chorraum schließt gerade ab. An der linken Langhausseite liegt eine rundbogige Seitenkapelle, in der die Orgel untergebracht ist. Der Innenraum besitzt keinerlei Wandmalereien oder Stuckaturen.

## Ausstattung
Der Hochaltar ist in seinen Dimensionen genau dem Abschluss des Chorraumes angepasst. Er besitzt einen Säulenaufbau und zwei Opfergangstüren. Die drei Altarbilder schuf Franz Sebald Unterberger im 18. Jahrhundert. Sie stellen die Vermählung der hl. Katharina, die hl. Ursula und den hl. Christophorus dar. Am Triumphbogen befinden sich zwei Seitenaltäre aus der Mitte des 19. Jahrhunderts. Das Bild auf der rechten Seite zeigt den hl. Antonius von Padua und stammt von Alois Martin Stadler (1840), dasjenige auf der linken Seite stellt den hl. Felix von Cantalice dar und wurde 1847 von Josef Arnold gemalt. Das Kruzifix über dem Chorbogen stammt aus dem 18. Jahrhundert. In einer kleinen Seitenkapelle links vom Chor befindet sich eine bemerkenswerte Pietà.

## Klosterbibliothek
Die Klosterbibliothek, deren Grundstock 1605 durch die Bücher des Hofpredigers Antoni Kleßl gelegt und 1623 mit dem Nachlass des Weihbischofs Simon Feuerstein und des Domherrn Puecher erweitert wurde, hat einen Bestand von über 41500 Bänden, darunter etwa 120 Inkunabeln. Darin befinden sich auch die Bücher der aufgelassenen Klöster Eppan, Klausen und Schlanders.